# Chiesa di San Rocco (Montalto Dora)
La chiesa di San Rocco è una chiesa situata nel comune di Montalto Dora in Piemonte.

## Storia
In assenza di precise fonti documentali è stata comunque avanzata l'ipotesi che già a fine Trecento esistesse un pilone votivo o una minuscola cappella situata nei pressi del posto di guardia del castello. La chiesa risalirebbe alla fine del XV o ai primi decenni del XVI secolo (poco prima dell'esecuzione degli affreschi interni), mentre la dedicazione a San Rocco sarebbe più tarda e potrebbe risalire ai tempi della peste del 1630.

## Descrizione
La chiesa è posta a fianco di una delle prime curve della strada che sale l'erta che porta al castello di Montalto. L'aspetto odierno della chiesa, con il porticato ottocentesco e con la facciata di gusto classicheggiante (recentemente ridipinta), nasconde la vetustà dell'edificio.

### Gli affreschi
L'interesse storico ed artistico della chiesa risiede nel ciclo di affreschi che ne ricoprono quasi interamente le pareti. I soggetti raffigurati ubbidiscono al bisogno di impetrare la protezione o esprimere ringraziamento alla Madonna e ad alcuni santi taumaturghi (specialmente San Sebastiano e San Rocco, invocati contro il flagello della peste).
Nulla si sa sull'autore degli affreschi: elementi stilistici manieristici portano ad una datazione verso la metà del XVI secolo, ed inducono a pensare che l'autore abbia avuto modo di formarsi sulla lezione gaudenziana attraverso qualche allievo del maestro. È stata avanzata l'ipotesi che l'ignoto autore degli affreschi sia "giunto in Canavese al seguito di Fermo Stella da Caravaggio

## Galleria d'immagini

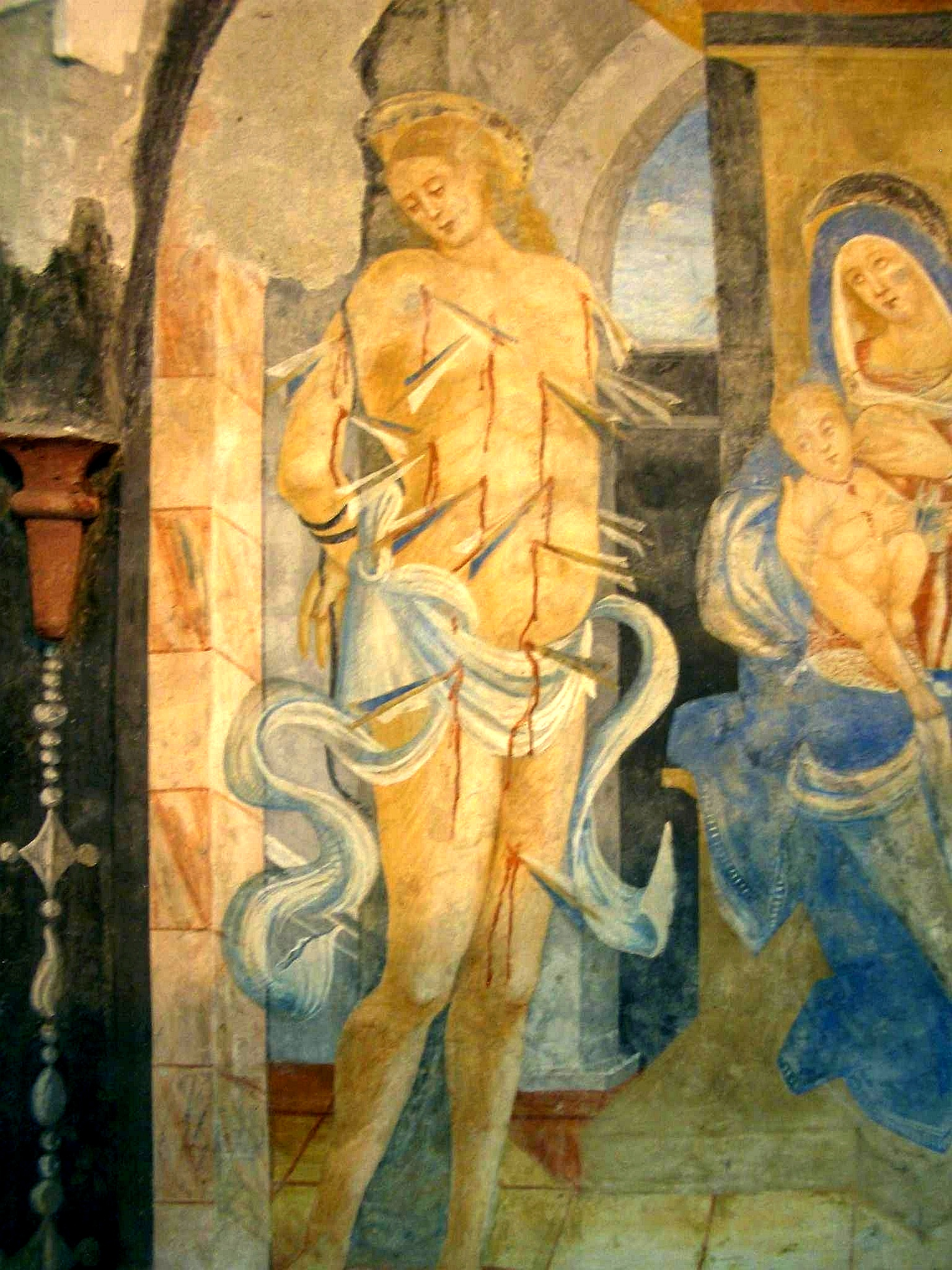
Gli affreschi della chiesa (San Sebastiano) XVI secolo
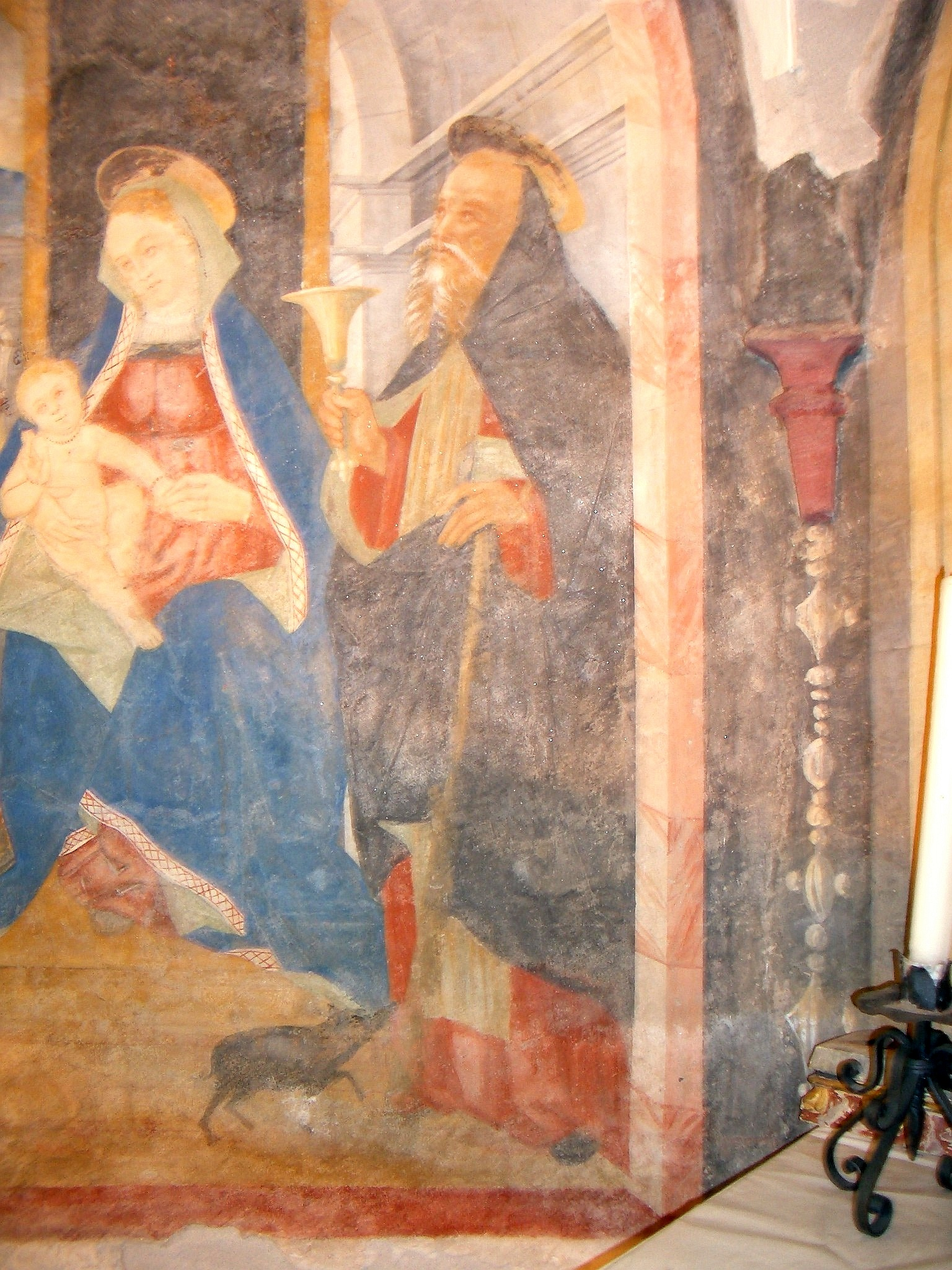
Gli affreschi della chiesa (Sant'Antonio abate) XVI secolo